# アルフレート・アーベル
アルフレート・アーベル（Alfred Abel, 1879年3月12日 - 1937年12月12日）は、ドイツの俳優。
ライプツィヒ出身。
フリッツ・ラング監督の映画『メトロポリス』の冷酷な支配者フレーダーゼン役で知られている。

## 出演作品
- メトロポリス (1984年)（ジョー・フレーダーゼン）
- 思ひ出の曲
- 若きエリカの悲しみ
- 薔薇の寝床
- 白日鬼
- 會議は踊る
- Ｏ・Ｆ氏のトランク
- ラスター
- ガアヅマン
- メトロポリス（ジョー・フレーダーゼン）
- スワリン姫
- 燃ゆる大地
- ファントム
- ドクトル・マブゼ
- 名花サッフォー
- 白痴